# Fyli
Fyli (in greco Φυλή?) è un comune della Grecia situato nella periferia dell'Attica (unità periferica dell'Attica Occidentale) con 39.137 abitanti secondo i dati del censimento 2001.
A seguito della riforma amministrativa detta piano Kallikratis in vigore dal gennaio 2011 che ha abolito le prefetture e accorpato numerosi comuni, la superficie del comune è ora di 109 km² e la popolazione è passata da 2.947 a 39.137 abitanti.